# БанкАтлантік-центр
 «Ба́нкАтла́нтік-центр»  (англ. BB&T Center) — спортивний комплекс у Санрайзі, Флорида (США), відкритий у 1998 році. Місце проведення міжнародних змагань з кількох видів спорту і домашня арена для команди НХЛ «Флорида Пантерс».